# 340 mm/28 Model 1881
340 mm/28 Model 1881 — 340-миллиметровое корабельное артиллерийское орудие, разработанное и производившееся в Франции. Состояло на вооружении ВМС Франции. Им были вооружены броненосцы «Ош», а также головной броненосец типа «Марсо».